# Sharbel Touma
Sharbel Touma (Beiroet, 25 maart 1979) is een Zweedse voormalig voetballer van Aramese afkomst. Touma heeft in 2015 zijn voetballoopbaan beëindigd bij Syrianska FC. Hij was aanvallende middenvelder, maar kon ook als links- en rechtsbuiten goed uit de voeten.
In eigen land kwam Touma in actie voor Syrianska FC, Djurgårdens IF, AIK en Halmstads BK. Sinds 2004 speelde hij voor de Nederlandse club FC Twente. In zijn eerste seizoen daar scoorde Touma vier keer in negentien duels. In het seizoen 2005/2006 scoorde Touma vijf keer in 28 wedstrijden. Hij speelde tot nu toe twee interlands voor het nationale team van Zweden. Hij had in Enschede een aflopend contract en tekende eind juli 2007 bij het Duitse Borussia Mönchengladbach. Na Duitsland, speelde Touma een jaar in Griekenland. In 2010 keerde hij terug naar zijn thuisland Zweden. Hij speelde één seizoen voor Djurgårdens IF in de Superettan. Eind 2010 heeft Touma een contract gesloten bij Syrianska FC. Syrianska FC werd in 2010 kampioen in de Superettan.
In 2014 werd hij naast speler ook assistent-trainer bij Syrianska en was ook tijdelijk hoofdtrainer. In 2015 had Sharbel Touma definitief besloten om zijn voetbalcarrière te beëindigen vanwege oplopende knieblessures. 
In 2017 was Touma hoofdtrainer van Syrianska FC. 

## Clubs
| Seizoen   | Club                     | Competitie                | Wedstrijden | Doelpunten |
| --------- | ------------------------ | ------------------------- | ----------- | ---------- |
| 1994      | Syrianska FC             | Division 2 Östra Svealand | 1           | 0          |
| 1997      | Djurgårdens IF           | Division 1 Norra          | 8           | 0          |
| 1998      | Djurgårdens IF           | Division 1 Norra          | 14          | 1          |
| 1999      | Djurgårdens IF           | Allsvenskan               | 24          | 8          |
| 2000      | AIK                      | Allsvenskan               | 4           | 0          |
| 2001      | AIK                      | Allsvenskan               | 25          | 4          |
| 2002      | Halmstads BK             | Allsvenskan               | 22          | 6          |
| 2003      | Halmstads BK             | Allsvenskan               | 20          | 4          |
| 2004      | Halmstads BK             | Allsvenskan               | 26          | 10         |
| 2004/05   | FC Twente                | Eredivisie                | 19          | 4          |
| 2005/06   | FC Twente                | Eredivisie                | 28          | 5          |
| 2006/07   | FC Twente                | Eredivisie                | 32          | 9          |
| 2007/2008 | Borussia Mönchengladbach | 2. Bundesliga             | 16          | 3          |
| 2008/2009 | Borussia Mönchengladbach | 1. Bundesliga             | 1           | 0          |
| 2009/2010 | Iraklis                  | Griekenland               | 8           | 0          |
| 2010      | Djurgårdens IF           | Superettan                | 26          | 5          |
| 2011      | Syrianska FC             | Allsvenskan               | 24          | 5          |
| 2012      | Syrianska FC             | Allsvenskan               | 25          | 8          |
| 2013      | Syrianska FC             | Allsvenskan               | 17          | 3          |
| 2014      | Syrianska FC             | Superettan                | 6           | 2          |
| Totaal    | Totaal                   | Totaal                    | 346         | 77         |

## Erelijst
FC Twente
- UEFA Intertoto Cup: 2006

 Borussia Mönchengladbach
- 2. Bundesliga: 2007/08